# Тим Хојт
Тим Хојт (енгл. Team Hoyt) се односи на оца Дика Хојта (енгл. Dick Hoyt; 1. јун 1940 — 17. март 2021) и његовога сина Рика Хојта (10. јануар 1962 — 22. мај 2023) из Холанда, у Масачусетсу (Сједињене Америчке Државе). Хојтови су се заједно такмичили у разним атлетским такмичењима, укључујући маратоне и ајронмен тријатлоне. Рик има церебралну парализу, а током такмичења, отац Дик га је гурао током трчања у посебним инвалидским колицима (у тријатлону га је вукао током пливања и вожње бициклом). Овај дуо је примљен у Кућу славних Ајронмен и добили су И-Ес-Пи-Вајову Награду за упорност Џими В.

## Рођење и рани живот Рика Хојта
Рику Хојту је дијагностикована церебрална парализа на рођењу након што му се пупчана врпца уврнула око врата, што је изазвало блокаду протока кисеоника. Као резултат тога, његов мозак није могао правилно да контролише своје мишиће. Многи лекари су охрабривали Хојтове да напусте Рика, говорећи им да ће он целога живота бити у трајном вегетатитвном стању, као биљка, и да ће моћи само очи да помера. Његови родитељи су ипак имали наде и држали су се чињенице да ће их Рикове очи пратити по соби, дајући им наду да ће он некако моћи да комуницира једнога дана. Хојтови су водили Рика сваке седмице у Дечју болницу у Бостону, у којој су срели лекара који је подстакао родитеље да третирају Рика као свако друго дете. Рикова мајка Џуди проводила је сати сваког дана учећи Рика абецеду помоћу посебног папира и лепила је занкове на сваки предмет у кући. За кратко време Рик је научио абецеду.
Када је напунио 11 година, после упорности родитеља, Рику је уграђен рачунар који му је омогућио да комуницира и тад је се показала чињеница да је Рик интелигентан. Са овим рачунаром, Рик је такође први пут могао да похађа државне школе.
Рик је 1993. године дипломирао на Универзитету у Бостону. Доцније је радио на Колеџу Бостон у рачунарској лабораторији помажући у развоју система за помоћ у комуникацији и другим задацима за особе са инвалидитетом.

## Историја тима
Тим Хојт је почео с такмичењем 1977. године, када је Рик питао свога оца да ли би могли заједно да трче у хуманитарној трци за помоћ једном играчу лакроса из Рикове школе који је постао парализован. Рик је желео да покаже свима да живот наставља без обзира на инвалидитет. Отац Дик, пензионисани потпуковник Националне ваздушне гарде, никада није био вешт тркач, а тада је имао 36. година. Међутим, прихватио је и истрчао је трку. После прве њихове трке, Рик је рекао оцу: „Тата, када трчим, осећам као да нисам хендикепиран.” После прве трке, која је била приближно пет миља, Дик је почео сваки дан да тренира пунећи инвалидска колица џаковима цемента јер је Рик у то време похађао школу, те није могао да тренира са њим. Дик је успео да побољша своју кондицију толико да је чак и гурањем свог сина успео да постигне рекод на пет миља истрчавши га за 17 минута.
До марта 2016. године, Хојтови су се такмичили у 1300 такмичења, укључујући 72 маратона и шест ајронмен тријатлона. Трчали су чувени Бостонски маратон 32. пута. Поред такмичења, Дик и Рик су 1992. године возили бицикл и трчали заједно преко целих Сједињених Држава, прешавши више од шест хиљада километара за 45 дана. За потребе тријатлона, у пливању Дик је користио конопац причвршћен за Риково тело које је било у чамцу. За вожњу бицикла, Рик се возио на предњем делу специјалног дизајнираног тандем бицикла, а за трчање, Дик је гурао Рика у инвалидским колицима.
Дана 21. априла 2014. године, Тим Хојт је заједно имао последње такмичење, на Бостонскоме маратону. Наредна четири маратона Рика је гурао породични пријатељ Брајан Лајонс, стоматолог из Масачусетса. Лајонс је изненада преминуо у јуну 2020. године.
Дик Хојт је 17. марта 2021. г. преминуо у својој кући у сну у родноме Холанду. Имао је 80 година.

### Почасти
Тим Хојт је уврштен у Кућу славних Иронман-а 2008.
Почетком априла 2013. године, бронзана статуа извајана је у част Тима Хојт. Налази се близу почетка Бостонскога маратона у Хопкинтону, у Масачусетсу.
ЕСПН је 17. јула 2013. године Тиму Хојт доделио награду за упорност Џими В.
Тим Хојт је такође био представљен на инспиративним билбордима у широм САД.

### Повест такмичења
| Удаљеност                    | Такмичење                |
| ---------------------------- | ------------------------ |
| Триатлон                     | 257                      |
| Ајронмен триатлон            | 6 (укључено у триатлоне) |
| Халф Иронман                 | 7 (укључено у триатлоне) |
| Дуатлон                      | 22                       |
| Маратони (Бостонски маратон) | 72 (32)                  |
| 20 миља                      | 8                        |
| 18,6 миља                    | 8                        |
| Полумаратони                 | 97                       |
| 20 км                        | 1                        |
| 10 миља                      | 37                       |
| 15 км                        | 8                        |
| Фалмут 7 миља                | 37                       |
| 11 км                        | 2                        |
| 10 км                        | 219                      |
| 5 миља                       | 162                      |
| 8 км                         | 4                        |
| 7,1 км                       | 1                        |
| 4 миље                       | 18                       |
| 5 км                         | 176                      |

Укупан број догађаја (од 22. марта 2016.): 1.130 